# Gli elisir del diavolo
Gli elisir del diavolo è un romanzo dell'autore tedesco di epoca romantica Ernst Theodor Amadeus Hoffmann pubblicato nel 1815.

## Trama

### Parte prima

#### Capitolo 1
Il romanzo è la vita di Medardus scritta da lui stesso.
I suoi genitori decaddero da un'esistenza agiata poiché suo padre volle espiare la colpa di un peccato mortale e si recò al convento del Sacro Tiglio in Prussia ma si ammalò e morì nello stesso istante in cui nasceva Franz ovvero Medardus.
Un pellegrino conosciuto nel bosco del Sacro Tiglio dice alla madre che Medardus deve farsi frate perché la colpa del padre ribolle ancora nel bambino.
Passato qualche anno la madre lo porta dalla badessa per farlo educare. La badessa, che aveva conosciuto il padre del bambino, abbracciando Medardus lo ferisce con la croce, lasciandogli una cicatrice che gli rimarrà per tutta la vita.
Medardus inizia gli studi per diventare frate. Medardus è frate ormai da 5 anni ed è custode del ricco reliquiario del convento a Frate Medardus.
Fra le reliquie c'è una piccola cassetta che contiene una bottiglietta con l'elisir del diavolo: a Sant'Antonio, mentre pregava nel deserto, si era avvicinato il diavolo, che aveva tante bottiglie nascoste all'interno del suo mantello per tentare gli uomini e votarli ad esso. Ne lasciò alcune sul prato, ma Sant'Antonio le nasconde nella sua grotta per evitare che qualcun altro le trovi e possa cadere nel tranello del diavolo.
Frate Cyrillus consiglia a Medardus di non aprire mai la cassetta poiché il profumo trascinava nella tentazione.
Medardus si propone di predicare al posto del vecchio frate, si rivela un ottimo predicatore e pian piano la chiesa del convento è sempre più piena; Medardus s'inorgoglisce, diventa distante dagli altri frati che se ne accorgono e perde la sua precedente serenità.
Un giorno viene in mente a Medardus durante la predica di rivelare il segreto dell'elisir, ma un uomo alto e magro con una cappa viola lo fissa duramente, Medardus sviene. Segue un periodo di prostrazione per Medardus.
Arrivano nel convento uno studente e il suo maestro, che vogliono vedere le reliquie, non credendo alla storia, aprono la bottiglia e ne bevono qualche sorso. Medardus esce improvvisamente dalla sua prostrazione andando tutte le sere a bere un sorso dell'elisir.
Un altro giorno arriva al confessionale una donna che dichiara di essere innamorata di Medardus, che viene rapito da un desiderio di voluttà fortissimo: darebbe un minuto di quella beatitudine in cambio dell'eternità dei martiri dell'inferno.
Medardus identifica la donna con Santa Rosalia, il cui quadro è appeso in chiesa, quindi si mette notte e giorno a pregare davanti al quadro, vorrebbe sciogliere i voti per precipitare nel peccato. Il priore se ne accorge e vuole mandarlo via, in missione a Roma.

#### Capitolo 2
Dopo qualche giorno di cammino si ritrova improvvisamente davanti ad un burrone, vede un uomo che dorme proprio vicino al precipizio, (è Viktorin) Medardus decide di salvarlo e cerca di prenderlo, ma questi svegliandosi si spaventa e precipita giù.
Subito dopo un cacciatore, appena vede Medardus, ride, lo scambia per l'uomo precipitato e gli dice che è atteso al castello.
Entrato nel parco ascolta non visto la conversazione di Hermogen che vuole farsi prete per espiare la colpa di un orrendo delitto, che grava sulla sua testa. Il vecchio con cui parla scorge il frate e gli racconta la storia della famiglia: Il barone aveva sposato la donna amata, che poi era morta, aveva avuto da lei due figli, Hermogen e Aurélie. Il barone si era poi innamorato di Euphémie, donna di grande fascino, cultura ed intelligenza.
Il vecchio pensa che Euphémie abbia una relazione segreta con Viktorin (appena precipitato). Quando vede Aurélie, Medardus rimane sconvolto poiché riconosce la donna che si è dichiarata nel confessionale. Euphemie invece lo scambia per Viktorin, suo amante, che doveva travestirsi da frate per soggiornare indisturbato al castello con lei. Quando Medardus incontra Euphémie, le dice di essere Viktorin e lei lo bacia voluttuosamente.
Hermogen è rabbioso ed accusa Medardus di essere ipocrita e peccatore e di meritarsi una fine vile, Hermogen sembra un po' un pazzo visionario. Euphemie confessa a Medardus-Viktorin la sua natura malvagia: odia il marito e manifesta lo scopo di manovrare le persone per un divertimento di onnipotenza.
Medardus è innamorato di Aurélie ed in un momento in cui pregavano loro due soli, l'abbraccia selvaggiamente. La dolce Aurélie si spaventa e fugge. Hermogen dice a Medardus che vorrebbe combattere con lui perché lo ritiene un assassino e inoltre che la sua presenza nel castello è portatrice di disgrazie.
Euphémie odia Aurélie e vorrebbe ucciderla, ma anche Medardus vorrebbe ucciderla poiché è tormentato dall'amore che prova per lei.
Euphémie vuole che Medardus uccida suo marito, il barone, spingendolo giù dalla rupe dove è morto Viktorin. Quando Euphémie capisce che Medardus non eseguirà i suoi piani, gli avvelena il vino, Medardus se ne accorge e scambia i bicchieri.
Di notte Medardus va in camera di Aurélie, ma Hermogen lo sorprende, lottano e Medardus pugnala Hermogen uccidendolo, poi fugge e il cacciatore amico di Viktorin gli dà una borsa ed un cavallo.

#### Capitolo 3
Dentro la borsa ci sono dell'oro e dei vestiti civili, che cambia con il suo saio, che nasconde nel tronco di un albero.
Medardus-civile entra in una grande città commerciale, prende una stanza d'albergo e subito entra in camera Belcampo, il parrucchiere che con mille buffi discorsi e saltelli gli taglia due ciuffi. Medardus vuole eliminare ogni traccia del suo precedente stato monacale, dimenticare i fatti del castello e risorgere a nuova vita perciò si fa fare dal sarto un vestito nuovo, così ora nessuno lo nota più.
Rimane un periodo così e gli amici dell'osteria che frequentava lo portano a vedere una mostra.Lì vede copie di quadri del suo convento del Sacro Tiglio ed un quadro di Aurélie. Il pittore in realtà è l'uomo con la cappa viola. Agli amici riuniti chiede improvvisamente se hanno mai visto il diavolo, poiché lui lo ha visto al castello del barone. Si racconta che Viktorin sia stato buttato giù dal diavolo che ha preso poi le sembianze di Viktorin, e che ha ucciso anche la baronessa dopo averla fatta sua amante. Il pittore indica Medardus che può raccontare meglio come sono andate le cose poiché era lì in quel periodo, che Medardus è Satana, che è l'assassino. Medardus vuole accoltellare il pittore, ma scappa Tutti gli corrono dietro, ma una porta nascosta si apre e Medardus viene salvato da Belcampo che lo fa salire su una carrozza.
Di notte c'è il temporale ed il cocchiere sbaglia strada;si ritrovano davanti alla casa del guardaboschi, uomo alto e robusto che accoglie Medardus per qualche giorno. M. partecipa alla vita semplice e allegra della vasta famiglia del guardaboschi. Una notte vede l'ombra di un frate in camera sua, che cerca nella sua borsa e beve l'elisir. La mattina successiva il guardaboschi racconta di aver ospitato quel frate impazzito in casa poiché si aggirava nel bosco rovinando la caccia ai cacciatori.
Il frate racconta la storia della sua vita che è identica a quella di Medardus: prima era un buon frate poi beve l'elisir, poi vuole solo godere i piaceri del mondo. Ora Medardus capisce l'improvviso mutamento del suo carattere da pio a vizioso e di essere succube di una potenza malvagia. Il guardaboschi porta il frate pazzo al manicomio.

#### Capitolo 4
Il bosco apparteneva ad un principe la cui residenza è un edificio armonioso con un parco elegante. Il principe ha idee moderne, ha deciso di rendere pubblico il suo parco privato, che è disseminato di copie di antichi edifici greci, ma in miniatura. Per il principe la libertà è la cosa più importante e gli affari sono praticati serenamente;è anche un appassionato cultore delle arti. Il principe stesso, che ha conosciuto passeggiando nel parco, invita Medardus che si fa chiamare Leonardus, a partecipare ad un gioco d'azzardo. Medardus si era formato un pregiudizio sui nobili, che fossero fintamente affabili e intriganti, e invece la società è animata e divertente, Medardus vince una bella somma.
Quando Medardus conosce la principessa, questa è a disagio poiché dice di possedere una miniatura del tutto somigliante a Medardus, che rappresenta Francesko.
Da ciò che la principessa racconta Medardus capisce che Francesko era in realtà il padre di Medardus e che ha ucciso il fratello del principe con lo stesso coltello con cui Medardus ha ucciso Hermogen e che il conte Viktorin precipitato è suo fratellastro.

### Parte seconda

#### Capitolo 1
Il curatore si rivolge al lettore ricordandogli quando ha provato la suprema beatitudine dell'amore, e di come si inveri nella morte, che è la festa sacrale dell'amore.
La principessa (che è in realtà sorella della badessa) entra accompagnata da Aurélie, e subito si riaccende in M. l'amore folle che provava per lei, ma Medardus inspiegabilmente si mette a ridere così forte che tutti si spaventano compresa Aurélie che urla il nome di Hermogen, poi Medardus scappa spingendo i cortigiani.
Qualche giorno dopo Aurélie e Medardus si incontrano passeggiando nel parco e questa sviene. La sera stessa arrestano Medardus senza spiegargli il motivo.
Una notte Medardus in cella è molto depresso, tutto gli appare indifferente, all'improvviso sente una voce che lo chiama: "fratellino, Medardus, ti porto nel bosco". L'indomani lo interrogano di nuovo, gli chiedono se sia mai stato frate, se sia mai stato nel castello dei baroni, poi entra padre Cyrillus che gli chiede di confessare i misfatti compiuti nel castello dei baroni, ma Medardus nega sempre. Cyrillus gli chiede di mostrargli il collo per vedere se c'è la cicatrice a forma di croce che caratterizzava Medardus, ma questo si arrabbia moltissimo; Cyrillus riconosce però la sua firma.
Nella sua cella si sente perduto, poi sente di nuovo la voce, solleva una mattonella, vede dapprima una mano con un coltello poi il buco si allarga e ne esce un uomo nudo, che gli assomiglia molto, allora sviene.
Medardus vorrebbe confessare tutto, gli sembra di essere pazzo. Ora è il pittore dal mantello viola che lo va a trovare in prigione e gli dice che gli è stato vicino per salvarlo dall'onta, ma che Medardus non ha capito. Medardus riconosce in lui l'uomo del sacro bosco, vorrebbe confessare tutto, pentirsi. Il giorno dell'esecuzione gli annunciano che è libero: l'uomo nudo dice di chiamarsi Medardus, si è dichiarato colpevole e poiché gli somigliava molto, è stato accusato al posto suo. Tra l'altro Viktorin era fratello dell'uomo nudo.
Nel parco Medardus è attirato da una croce luminosa, mentre va in quella direzione incontra Aurélie che lo guarda con amore e gli chiede perdono. Decidono di farlo appassionatamente. Qualche giorno dopo sentono un batter d'ali e Aurélie grida Hermogen e sviene. Medardus scappa. Nel bosco gli sembra di sentire una presenza che gli dice: Medardus, fratellino, non ho colpito bene Hermogen poiché era nostro fratello. Il principe vuole dare Aurélie in sposa a Medardus, che ha però sentimenti contrastanti: da un lato l'ama, dall'altro gli sembra di commettere un sacrilegio ed ha pensieri diabolici contro di lei.
Medardus legge una lettera di Aurélie in cui racconta alcuni episodi significativi della sua vita: Era molto piccola quando aveva visto una volta la madre tirare fuori dalla parete un quadro nascosto di Francesko, suo padre diceva che era il diavolo. Aurélie sognava di notte lo sconosciuto con il saio. Un libro l'aveva turbata, Il monaco di Matthew Gregory Lewis, che raccontava di omicidi commessi fino al patto finale col maligno. Diventata adulta, dopo una notte di sogni peccaminosi riguardo al frate del quadro, decide di andare a dichiararsi a Medardus, di cui aveva sentito parlare per le sue doti di predicatore. Quando Medardus ricompare nel castello lo riconosce subito, ma nota nei suoi occhi una scintilla infernale. Alla corte lo riconosce, però è in dubbio poiché i suoi modi sono del tutto diversi.
Medardus sogna la madre morta che lo sgrida poiché non sa resistere alle tentazioni di Satana.
Il giorno delle nozze Aurélie è vestita esattamente come la Santa Rosalia del quadro, ma dalla strada si sente rumore: è il pazzo che gli urla vieni sul tetto, lotteremo, il primo che butta giù l'altro berrà il suo sangue, allora Medardus perde la testa dice ad Aurélie che è lui Medardus, prende il coltello e colpisce Aurélie, vede del sangue, poi va dal frate pazzo, lo tira giù dal carro dov'era poiché lo stavano portando al patibolo, e scappa nei boschi dove dopo un'estenuante corsa cade sfinito; ma il sosia esce dal cespuglio, allora lottano poiché Medardus vuole liberarsi da questo essere che lo perseguita. Dopo un periodo indefinito Medardus arriva davanti ad un convento dove sviene.

#### Capitolo 2
Medardus è stato portato sulle spalle da Belcampo fino ad un manicomio in Italia, e passa il primo mese nella follia, poi nell'apatia. Lì è al sicuro poiché non può essere consegnato al tribunale.
Medardus si reca a Roma, dove vede di nuovo copie degli affreschi del Sacro Tiglio, gli torna in mente tutta la sua vita passata, è disperato, tormentato dalla colpa e dal tormento. Confessa tutta la sua vita, per la prima volta, al priore, che lo accoglie nel convento. Inizia il periodo del pentimento e dell'espiazione, del patimento fisico, il suo pentimento è sincero.
Il priore gli dice che ora ha la forza di vincere Satana e che Aurélie è viva, poiché il sangue che aveva visto scorrere era il proprio. Il priore gli consegna un manoscritto che finalmente rivela a Medardus il senso di tutti gli avvenimenti che hanno segnato la sua vita. Francesko era figlio di principi, ma rinnegò la famiglia per fare il pittore, cadendo in vizi e perversioni. Una volta accettò di dipingere Santa Rosalia per i frati, ma mancadogli l'ispirazione, i suoi amici gli fanno provare il vino di Sant'Antonio. Una volta terminato il quadro cade in delirio.
Francesko si sposa in segreto con rito pagano con la donna che gli aveva ispirato inconsapevolmente il quadro. Purtroppo la donna muore di parto, ed il suo volto era orribilmente deformato, allora i vicini dissero che ella era il diavolo a causa della vita dissoluta, che essi facevano.
Francesko crede che sarà vittima di una maledizione che perseguiterà tutti i discendenti finché ci saranno. Abbandona dunque suo figlio in una grotta. Il figlio abbandonato avrà a sua volta due figli segreti e uno ufficiale, che sposandosi senza saperlo tra fratelli, sono i genitori di Francesko, padre di Medardus.
Francesko, padre di Medardus, aveva abusato di una ragazza quindicenne da cui era nata Euphémie, questa ragazza si era poi sposata ed aveva partorito Hermogen ed Aurélie. Francesko aveva abusato anche di Giacinta, da cui era nato Viktorin. Poi conosce una contadina che lo fa rinsavire, Francesko si pente della sua vita, e mentre fanno un pellegrinaggio al convento del sacro Tiglio muore nel momento esatto in cui nasce il suo terzo figlio, dalla terza madre, Medardus. Nascendo in un luogo sacro Medardus ha il compito di liberare l'antenato dal peccato diventando sacerdote.

#### Capitolo 3
Medardus è stato visto pregare fervidamente dal Papa, che vuole parlargli. Medardus racconta al Papa la sua vita criminosa, che gli risponde che non deve credersi vittima dei peccati dei suoi antenati, e che deve far trionfare la virtù sul peccato.
Il Papa gli propone di diventare suo confessore, in Medardus ricomincia a prevalere la vanità, ma Belcampo gli consiglia di fuggire poiché la curia sta complottando contro di lui.
La sera stessa un uomo viene da lui in carrozza, vuole che Medardus venga con lui per dare conforto spirituale ad un moribondo, ma subito viene incappucciato, lo portano in una cantina. Dei frati sono lì riuniti, con loro c'è frate Cyrillus, che è stato condannato, po' gli tagliano la testa, che Medardus vede rotolare. Offrono a Medardus del vino avvelenato, che Medardus versa nella manica, bruciandosi tutto il braccio, poi lo riportano davanti al convento.
Medardus è delirante per via della ferita, ma segue il consiglio di Cyrillus, ritorna al suo convento in Germania. Sulla strada si ferma davanti al castello del barone, completamente abbandonato; un vecchio dice che sono morti tutti coloro che lo abitavano.
Arrivato al suo convento un frate gli spiega la misteriosa morte di Cyrillus: era entrato a far parte dei religiosi del Papa, che è corrotto, questi hanno incolpato Cyrillus di avvelenarlo, e lo hanno ucciso.
Il frate gli rivela anche che Viktorin, che in realtà non è morto nel burrone, è impazzito e si crede Medardus. Viktorin è anche lui vittima della maledizione ed è suo fratello.
Nella chiesa si prepara la festa per Aurélie, che prende i voti e assume il nome di Rosalia. Durante la cerimonia Medardus vorrebbe unirsi a lei anche solo per un momento, ma si domina, questa è forse la più dura delle prove, cerca il coltello, ma il frate lo ferma.
Un pazzo invece riesce ad uccidere Aurélie, e a scappare. Aurélie viene messa su una barella e parla con Medardus: anche lei ha peccato quando è andata da lui per la prima volta, nel confessionale;il Signore li ha uniti per espiare i peccati commessi dagli avi in comune. Il pazzo è stato uno strumento del cielo per mezzo del quale si è compiuta la volontà divina. Si crea un corteo dietro al corpo di Aurélie e tutti pregano per lei.
Ora Medardus è libero dal peccato. Come ultimo esercizio spirituale il frate chiede a Medardus di scrivere le sue memorie. Medardus muore finalmente in pace.

## Edizioni
- Ernst Theodor Amadeus Hoffmann, Gli elisir del diavolo, Grandi Tascabili Economici Newton, Roma, Newton, 1994, ISBN 88-7983-461-4.
- Ernst Theodor Amadeus Hoffmann, Gli elisir del diavolo, L'orma editore, Roma 2013, ISBN 9788898038084.